# 오노 쇼헤이
오노 쇼헤이(일본어: 大野 将平, 1992년 2월 3일~)는 일본의 전직 유도 선수이다. 유도 역사상 최고의 선수 중 한 명으로 간주되며, 올림픽 금메달 2개, 세계 선수권 대회에서 개인전 금메달 3개를 획득했다.